# Каледа, Василий Иванович
Каледа, Василий Иванович (1914, Минск — 1995, Минск) — заслуженный врач Республики Беларусь, один из основателей белорусской школы лор-хирургии. Кандидат медицинских наук (1963). Двоюродный брат священника Глеба Каледы.

## Биография
Медициной интересовался с детства. Участвовал в Зимней войне, а затем и в ВОВ. В 1941 году попал в плен, бежал, но не смог догнать фронт — Минск, до которого добрался Каледа, был уже оккупирован немцами. Помогал партизанам, работая на спиртзаводе. Выносил спирт, сообщал информацию о минировании зданий в Минске в преддверии немецкого отступления, которая позволила спасти многие из них. После войны работал в больницах Минска, оперировал. Умел виртуозно извлекать инородные предметы, которые пациенты, в том числе дети, до этого вдохнули или проглотили. Занимался и пластической хирургией. Усовершенствовал некоторые хирургические инструменты. Другие же, импровизированные и использовавшиеся для извлечения инородных тел, изготавливали по его заказам и чертежам на предприятиях Минска, в некоторых случаях срочно.

## Личная жизнь и увлечения
Увлекался историей Минска (фотографии из его архива были опубликованы посмертно) и музыкой. Был верующим. Кавалер церковного ордена Святого Владимира.
Был женат, имел дочерей (Татьяна и Ольга) и двух  сыновей (Александр и Николай)

## Интересный факт
- Однажды оперировал уссурийского тигра.